# Кобелев, Борис Николаевич
Борис Николаевич Кобелев (6 мая 1915 год, Петроград — 8 апреля 1980 год, Красноярск) — советский государственный и партийный деятель, член ЦК КПСС (с 1956 по 1959), 1-й секретарь обкомов КПСС в Иркутске (1955—1957) и Новосибирске (1957—1959).

## Биография
Борис Николаевич Кобелев родился 6 мая 1915 года в Петрограде.
В 1933—1937 гг. — учился в техникуме железнодорожного транспорта в Ленинграде, потом был прорабом, бригадиром, начальником вагонного участка и депо по железнодорожному маршруту Иркутск-Ленинград, руководителем пункта ремонта вагонов в Нижнеудинске.
Начиная с 1940-х годов в ВКП(б).
- с ноября 1941 по август 1943 — начальник транспортного отдела обкома ВКП(б) в Иркутске;
- с августа 1943 по февраль 1945 заместитель секретаря областного комитета ВКП(б) в Иркутске по вопросам транспорта;
- с февраля 1945 по август 1949 2-й секретарь городского комитета;
- с 27 июля 1949 до 25 сентября 1951 — секретарь Иркутского областного комитета ВКП(б);
- в 1951—1954 гг. — слушатель Высшей Партийной Школы при ЦК ВКП(б)/КПСС;
- после окончания ВПШ — инструктор ЦК КПСС и заместитель начальника отдела партийных органов ЦК КПСС по вопросам республик.
- с 14 сентября 1955 по 5 мая 1957 года — 1-й секретарь Иркутского областного комитета КПСС.
- с мая 1957 до 17 января 1959 — 1-й секретарь Новосибирского областного комитета КПСС, затем перемещается на позицию 2-го секретаря этого обкома.

С июня 1959 по февраль 1979 года — директор, генеральный директор Красноярского завода комбайнов.
С 1979 года на пенсии.
Член ЦК КПСС — с 25 февраля 1956 по 29 июня 1959 года.
Депутат Верховного Совета СССР 4 и 5 созывов.
Умер 8 апреля 1980 года в Красноярске.

## Награды
- Орден Ленина (дважды)
- Орден Октябрьской Революции
- Орден Трудового Красного Знамени (дважды, в том числе в августе 1942)
- Орден Знак Почёта